# Resul Tekeli
Resul Tekeli (Istanbul, 16 settembre 1986) è un pallavolista turco.
Gioca nel ruolo di Centrale nello Halk Bankası Spor Kulübü.

## Carriera
La carriera di Resul Tekeli inizia nel settore giovanile del Fenerbahçe Spor Kulübü, che lascia nella stagione 2006-07, quando debutta in Voleybol 1. Ligi con l'Arçelik Spor Kulübü di Istanbul, dove gioca in prestito. Nella stagione seguente ritorna al Fenerbahçe Spor Kulübü, aggiudicandosi lo scudetto e la Coppa di Turchia.
Nel campionato 2008-09 passa al T.C. Ziraat Bankası Spor Kulübü di Ankara, dove milita per tre annate e vince la Coppa di Turchia 2009-10 e la Supercoppa turca 2010; in questo periodo, precisamente nel 2009, riceve anche le prime convocazioni nella nazionale turca.
Nella stagione 2011-12 approda allo Halk Bankası Spor Kulübü, altra società capitolina, dove inizia una lunga militanza e vince due scudetti, altre tre edizioni della Coppa di Turchia, tre Supercoppe turche e la Coppa CEV 2012-13.

## Palmarès

### Club
- Campionato turco: 3

2007-08, 2013-14, 2015-16
- Coppa di Turchia: 5

2007-08, 2009-10, 2012-13, 2013-14, 2014-15
- Supercoppa turca: 4

2010, 2013, 2014, 2015
- Coppa CEV: 1

2012-13